# Gonomyia sulphurella
Gonomyia sulphurella är en tvåvingeart som beskrevs av Osten Sacken 1860. Gonomyia sulphurella ingår i släktet Gonomyia och familjen småharkrankar. Inga underarter finns listade i Catalogue of Life.